# À prendre
Albums de Miossec
Baiser
(1997) Brûle
(2001)
À prendre est le troisième album de Christophe Miossec paru en octobre 1998 sur le label PIAS. Il s'agit de la dernière collaboration entre Miossec et Guillaume Jouan.

## Liste des titres de l'album
| No  | Titre                                         | Durée |
| --- | --------------------------------------------- | ----- |
| 1.  | Le Chien mouillé (en silence)                 | 03:05 |
| 2.  | À table                                       | 03:29 |
| 3.  | Le Voisin                                     | 03:31 |
| 4.  | Les bières aujourd'hui s'ouvrent manuellement | 02:56 |
| 5.  | Le Déménagement                               | 03:50 |
| 6.  | Retour à l'hôtel                              | 03:40 |
| 7.  | L'Auberge des culs tournés                    | 03:05 |
| 8.  | Tout compte tout compte fait                  | 02:54 |
| 9.  | L'Assistant parlementaire                     | 03:38 |
| 10. | La Maison                                     | 03:08 |
| 11. | Au haut du mât                                | 04:36 |

## Classements
| Chart  | Meilleur classement | Nombre de semaines dans le Top 50 | Certification |
| ------ | ------------------- | --------------------------------- | ------------- |
| France | 4                   | 9                                 |               |